# Выборы главы Республики Коми (2016)
Досрочные выборы Главы Республики Коми состоялись в Республике Коми 18 сентября 2016 года в единый день голосования. Выборы должны были состояться в 2019 году. Однако главу региона Вячеслава Гайзера, после ареста, досрочно лишил полномочий президент РФ Владимир Путин.

## Предшествующие события
На выборах Главы Республики Коми, состоявшихся в Республике 14 сентября 2014 года в единый день голосования, руководителем региона был избран Вячеслав Гайзер. Главу республики впервые избирали на пятилетний срок, ранее срок полномочий составлял 4 года.
19 сентября 2015 года Гайзер был обвинён в организации преступного сообщества и был заключён под арест до 18 ноября 2015 года. 30 сентября 2015 года он был освобождён президентом РФ В. Путиным от должности в связи с утратой доверия, а временно исполняющим обязанности главы Коми был назначен Сергей Гапликов.

## Выдвижение и регистрации кандидатов
В Республике Коми кандидаты выдвигаются только политическими партиями, имеющими право участвовать в выборах. Самовыдвижение не допускается.
Каждый кандидат при регистрации должен представить список из трёх человек, один из которых, в случае избрания кандидата, станет сенатором в Совете Федерации от правительства региона.

### Ключевые даты
- 9 июня 2016 года Государственный Совет Республики Коми официально назначил выборы на 18 сентября 2016 года (единый день голосования).[2]
  - 9 июня был опубликован расчёт числа подписей, необходимых для регистрации кандидата.[3]
  - с 9 июня по 8 августа — период выдвижения кандидатов.[2]
  - агитационный период начинается со дня выдвижения кандидата и прекращается за одни сутки до дня голосования.[2]
- с 9 июля по 8 августа —  представление документов для регистрации кандидатов. К заявлениям должны прилагаться листы с подписями муниципальных депутатов.[2]
- 17 сентября — день тишины.
- 18 сентября — день голосования.

### Муниципальный фильтр
В Республике Коми кандидаты должны собрать подписи 10 % муниципальных депутатов и глав муниципальных образований. Среди них должны быть подписи депутатов районных и городских советов и (или) глав районов и городских округов в количестве 10 % от их общего числа. При этом подписи нужно получить не менее чем в трёх четвертях районов и городских округов. По расчёту избиркома, каждый кандидат должен собрать от 195 до 204 подписей депутатов всех уровней и глав муниципальных образований, из которых от 40 до 42 — депутатов райсоветов и советов городских округов и глав районов и городских округов не менее чем 15 районов и городских округов республики.

## Кандидаты
| Кандидат        | Должность (на момент выдвижения)                                        | Партия выдвижения   | Статус                                                   | Кандидаты в Совет Федерации |
| --------------- | ----------------------------------------------------------------------- | ------------------- | -------------------------------------------------------- | --- |
| Сергей Гапликов | врио главы Республики Коми с 30 сентября 2015                           | Единая Россия       | зарегистрирован                                          | Нина Нестерова, депутат госсовета Республики Коми Дмитрий Шатохин, депутат госсовета Республики Коми Николай Цхадая, ректор УГТУ                                                                                 |
| Леонид Мусинов  | председатель ТСЖ «Пушкина 6»                                            | КПРФ                | зарегистрирован                                          | Наталья Лушкова, юрисконсульт ООО «Техналадка и монтаж» Николай Никонов, главный геолог — заместитель генерального директора ООО «Тимано-Печорский Научно-исследовательский Центр» Константин Пименов, пенсионер |
| Вячеслав Попов  | директор автономного учреждения Республики Коми «Издательский дом Коми» | Справедливая Россия | зарегистрирован                                          | Светлана Турова, руководитель творческой мастерской «Югыд Арт» Алексей Канев, лидер Коми отделения Справедливой России Андрей Габов, предприниматель                                                             |
| Андрей Пятков   | зам. директора ООО «Шоколад»                                            | Патриоты России     | зарегистрирован                                          | Руслан Быблив, коммерческий директор ООО «РосАвто» Сергей Елькин, судья в отставке Сергей Новосёлов, директор охранного предприятия «Эфес»                                                                       |
| Иван Рубан      | сотрудник администрации Сосногорского района                            | Коммунисты России   | отказано в регистрации не преодолел муниципальный фильтр | |
| Иван Филипченко | помощник депутата Госдумы Максима Шингаркина                            | ЛДПР                | зарегистрирован                                          | Михаил Гобанов, лидер Коми отделения ЛДПР Галина Нагаева, зам. лидера Коми отделения ЛДПР Антонина Кожевина, сотрудник редакции газеты Сыктывкара «Панорама Столицы»                                             |

## Итоги выборов
В выборах в приняли участие 281 141 человек, таким образом, явка избирателей составила 40,67 %.
| Явка избирателей                                      | Явка избирателей                                      | Явка избирателей | Явка избирателей |
| ----------------------------------------------------- | ----------------------------------------------------- | ---------------- | ---------------- |
| Число избирателей, включённых в список избирателей    | Число избирателей, включённых в список избирателей    | 691 267          | 100 %            |
| Из них приняли участие в выборах (выдано бюллетеней)  | Из них приняли участие в выборах (выдано бюллетеней)  | 281 141          | 40,67 %          |
| Из принявших участие в выборах проголосовали досрочно | Из принявших участие в выборах проголосовали досрочно | 3895             | 1,39 %           |
| Процент испорченных бюллетеней                        |                                                       |                  |                  |
| Приняли участие в голосовании (возвращено бюллетеней) | Приняли участие в голосовании (возвращено бюллетеней) | 280 789          | 100 %            |
| Из них действительных бюллетеней                      | Из них действительных бюллетеней                      | 268 279          | 95,54 %          |
| Из них недействительных бюллетеней                    | Из них недействительных бюллетеней                    | 12 510           | 4,46 %           |
| Распределение голосов:                                |                                                       |                  |                  |
| 1.                                                    | Сергей Гапликов                                       | 174 567          | 62,17 %          |
| 2.                                                    | Иван Филипченко                                       | 29 579           | 10,53 %          |
| 3.                                                    | Леонид Мусинов                                        | 29 122           | 10,37 %          |
| 4.                                                    | Вячеслав Попов                                        | 27 896           | 9,93 %           |
| 5.                                                    | Андрей Пятков                                         | 7115             | 2,53 %           |
| Число действительных (учтённых) бюллетеней            | Число действительных (учтённых) бюллетеней            | 268 279          | 100 %            |